# John Gilbert (Naturforscher)

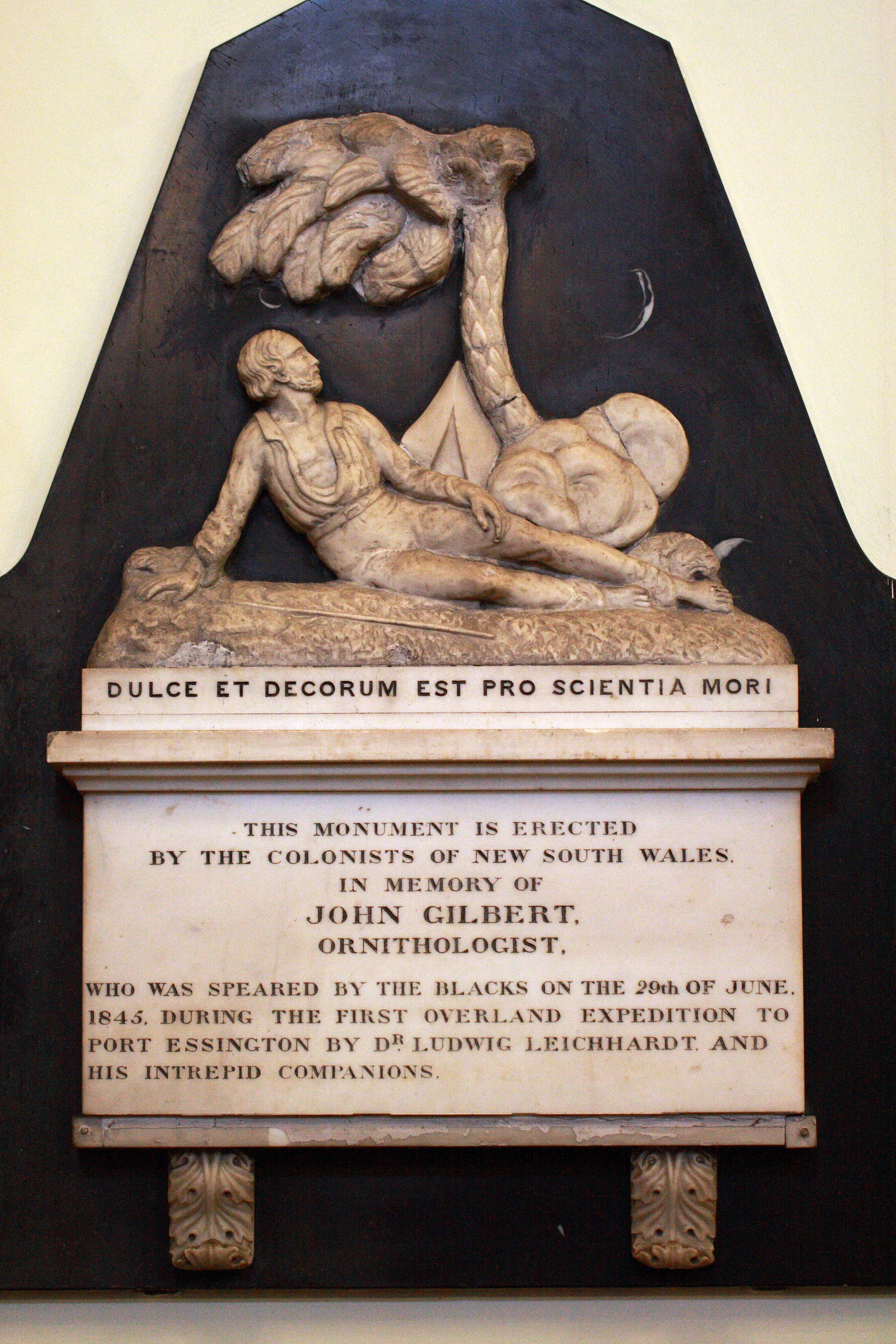
Denkmal für John Gilbert an der St.-James-Kirche in Sydney

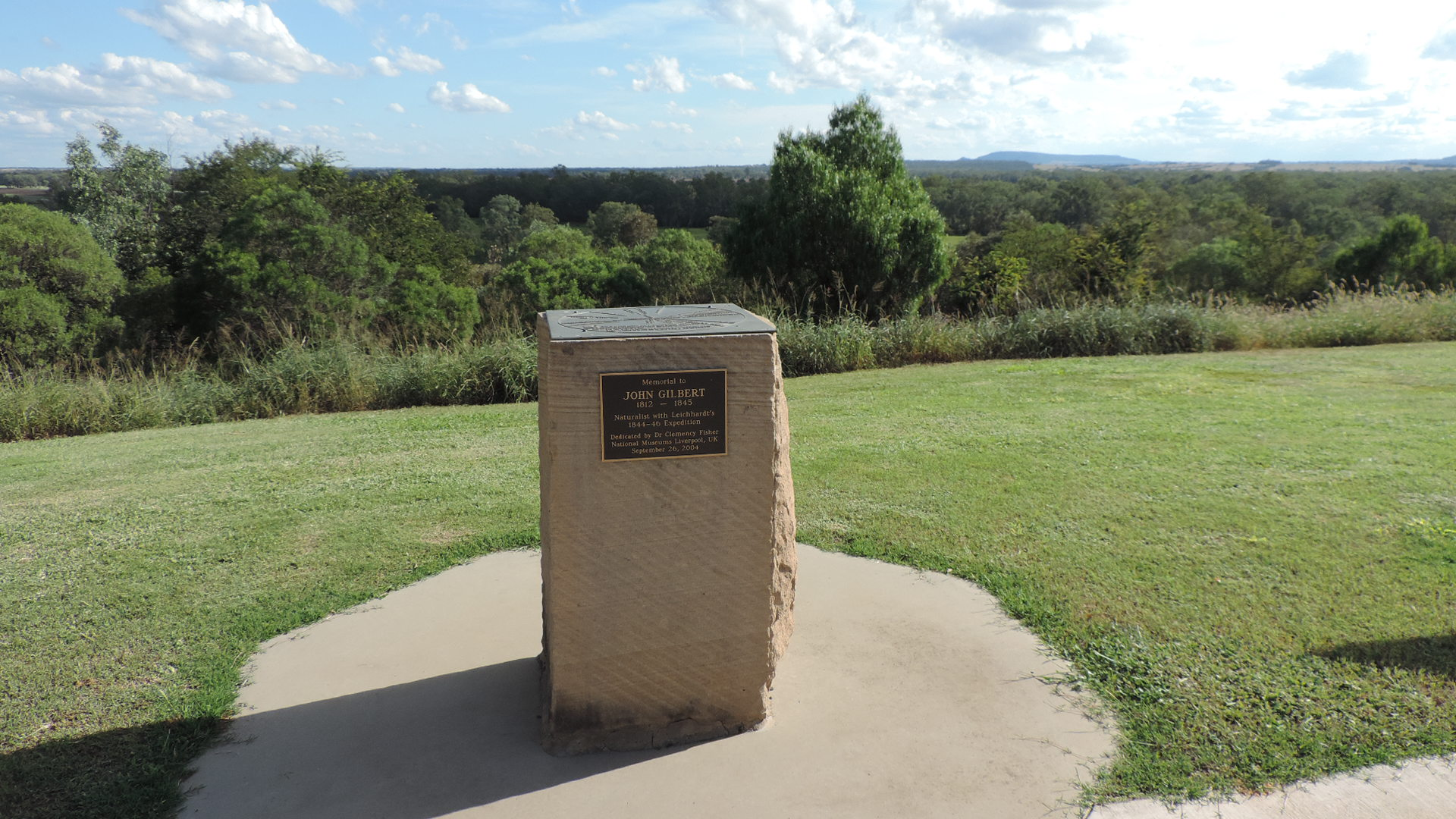
Memorial für John Gilbert am Gilbert Lookout bei Taroom

John Gilbert (* vermutlich in England; † 28. Juni 1845 am Golf von Carpentaria, Australien) war ein Naturforscher und Entdecker. Über sein Leben war lange Zeit nichts bekannt, bis 1938 mehrere Briefe und Tagebücher, die sich im Nachlass von Ludwig Leichhardt befanden, in England wiederentdeckt wurden. In dem Buch Strange New World. The Adventures of John Gilbert und Ludwig Leichhardt von Alec Hugh Chisholm (1890–1977) wurde Gilbert als einer der großen frühen Ornithologen Australiens beschrieben.

## Leben und Wirken
John Gilberts Geburtsort und Geburtsjahr sind nicht genau bekannt. Die Angaben reichen von 1810 bis 1815. Gilbert arbeitete zunächst als Präparator bei der Zoological Society of London, wo er John Gould und seine Frau Elizabeth kennenlernte und mit ihnen im Mai 1838 nach Australien reiste. In den folgenden Jahren sammelte er naturkundliche Proben, die als Studienobjekte für Goulds spätere Publikationen, darunter The Birds of Australia, dienten. Am 19. September 1838 erreichten Gould und Gilbert an Bord der „Parsee“ den Hafen von Hobart. Nachdem beide einige Monate auf Tasmanien gearbeitet hatten, brach Gilbert am 4. Februar 1839 nach Western Australia auf, wo er vor allem in der Umgebung von Perth als Tiersammler tätig war. Im Juni 1840 bereiste Gilbert das Northern Territory und im März 1841 segelte er über Timor nach Singapur. Ende September 1841 segelte er mit einer reichen Vogelsammlung nach London. Im Februar 1842 verließ er England erneut, um weiter in Australien als Forschungsreisender tätig zu sein.
Er erreichte Perth im Juli 1842 und blieb die folgenden 17 Monate in Westaustralien. Bei seinen Expeditionen legte er beträchtliche Entfernungen zurück und machte einige seiner interessantesten Entdeckungen in der Region der Wongan Hills, ungefähr 160 km nordöstlich von Perth. Gilbert war ein hervorragender Naturforscher, und seine Aufzeichnungen über Vögel, ihre Lebensweise, ihre Nahrung, ihren Gesang und die Namen, die sie von den Aborigines erhalten hatten, sind von großem Interesse und Wert. Gilbert sammelte 432 Vogelbälge und 318 Säugetierexemplare, unter denen sich 36 neue Vogeltaxa und 22 neue Säugetiertaxa befanden. Ferner gilt er als der erste westliche Forscher, der den Paradiessittich, eine seit 1928 ausgestorbene Papageienart, beobachten konnte.
Ende Januar 1844 kam Gilbert in Sydney an. Während der folgenden sechs Monate befand er sich auf einer Expedition in den Darling Downs in Queensland. Im Oktober 1844 durfte Gilbert an der ersten Australienexpedition des preußischen Naturforschers Ludwig Leichhardt nach Port Essington teilnehmen. Unter den anfangs zehn Teilnehmern waren der Entdecker John Roper, der Botaniker James Snowden Calvert, der Strafgefangene William Phillips und der sechzehnjährige John Murphy. Im November 1844 stellte Leichhardt fest, dass die Mannschaft zu groß war. Er traf die Entscheidung, die zuletzt in die Expedition eingetretenen zwei Teilnehmer zu entlassen. Der Botaniker Christopher Pemberton Hodgson trat für Gilbert von der Reise zurück und er und der afroamerikanische Koch Caleb verließen sie. Aufgrund seiner Erfahrungen im Outback wurde Gilbert von den Expeditionsmitgliedern als stellvertretender Expeditionsleiter anerkannt. John Murphy war zu jung, um von großer Bedeutung für die Expedition zu sein, und die beiden Aborigines Charles Fisher und Harry Brown waren sich ihrer Bedeutung für die Expedition bewusst. Dies wurde nicht anerkannt und sie lehnten sich auf. Sie lenkten allerdings, als sie aus dem Lager verwiesen wurden, wieder ein.
Gilbert wurde am 28. Juni 1845 während eines nächtlichen Racheakts von Kokopera-Aborigines durch einen fliegenden Speer getötet. Zuvor hatten die beiden Aborigines Charles Fisher und Harry Brown einige Frauen des angreifenden Stammes belästigt. Roper und Calvert wurden durch Speerstösse schwer verwundet, konnten jedoch gerettet werden. Gilbert wurde in der Nähe des Geschehens am Golf von Carpentaria begraben. Sein Grab wurde bis heute nicht wiederentdeckt. Leichhardt erreichte am 17. Dezember 1845 Port Essington.

## Gilberts Reisetagebuch über die Leichhardt-Expedition
Am 20. September 1938 wurde das Reisetagebuch über die erste Leichhardt-Expedition in London entdeckt. Der australische Journalist, Schriftsteller und Amateur-Ornithologe Alec Hugh Chisholm sichtete dieses und brachte 1941 das Buch Strange New World. The Adventure of John Gilbert und Ludwig Leichhardt heraus. In dieser Veröffentlichung ist das Leben von Gilbert beschrieben und der Expeditionsverlauf sowie Leichhardt in kritischem Licht beleuchtet.

## Ehrungen
Leichhardt nannte den Gilbert River, die Gilbert Range und den Gilbert Dome in der Peak Range nach John Gilbert; ferner ist das Gilbert-Kaninchenkänguru (Potorous gilbertii) nach ihm benannt. Die britischen Kolonisten setzten ihm ein Denkmal in der St. James’s Church in Sydney. Mahnmale für ihn wurden in Brisbane und am Roper River aufgestellt und eine Bronzeplakette in Drakesbrook in Western Australia angebracht. Ferner trug ein Verkehrsflugzeug der Trans Australia Airlines seinen Namen.